# Menai, New South Wales

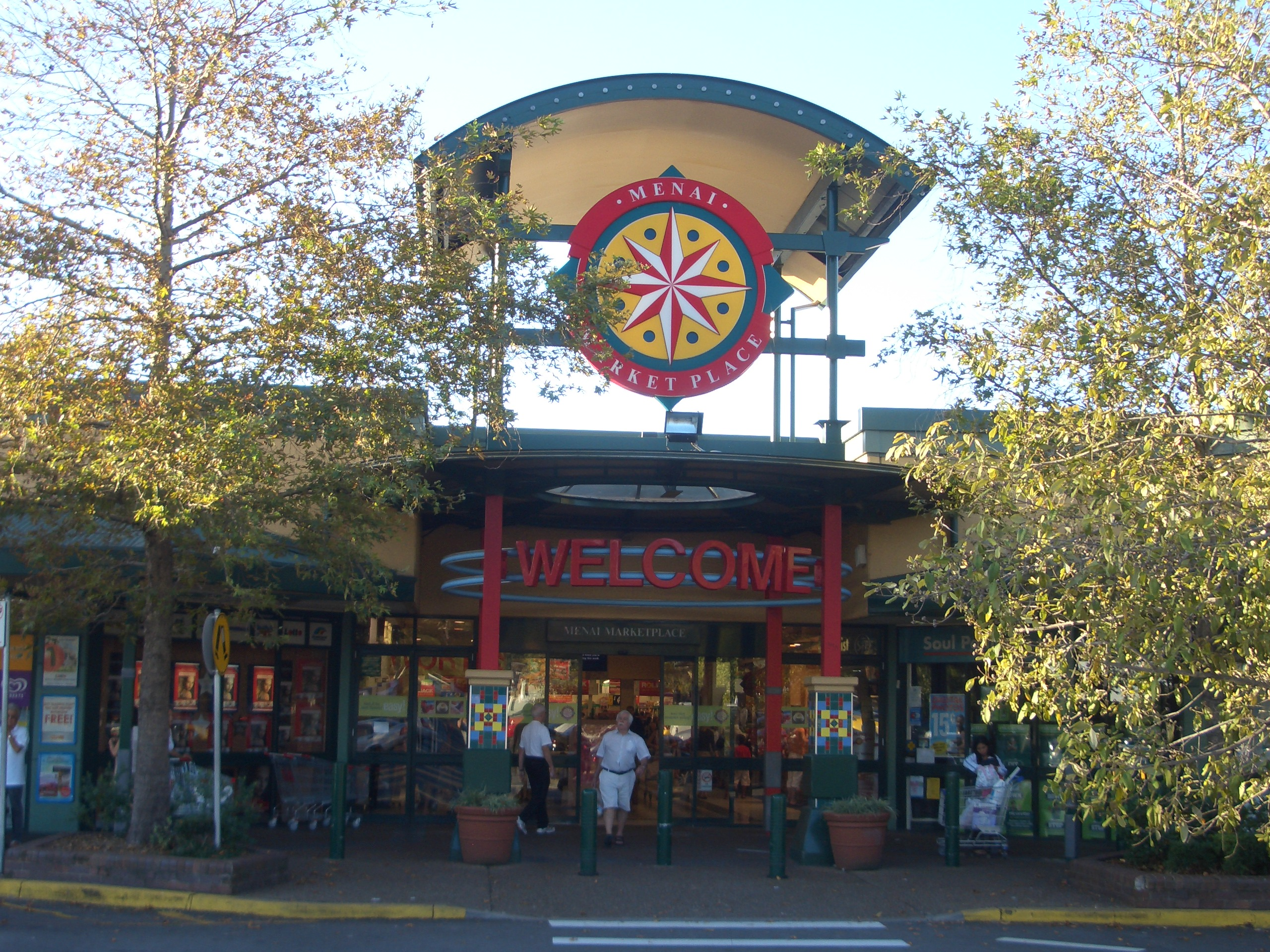
Menai

Menai este o suburbie în Sydney, Australia.